# مارتن غوف
مارتن غوف (7 يونيو 25-1923 مارس 2015)، كان مديراً وأدبيا بريطانيا ومؤلفا وبائع كتب لقد قدم مساهمة كبيرة في تنظيم وشعبية جائزة بوكر لسنوات عديدة  وشارك في الجهود المبذولة لزيادة معرفة القراءة والكتابة وملكية الكتب وخاصة بين الأطفال.

## أصله
ولد عام 1923 ونشأ وترعرع في هامبستاد لندن ابوه يدعى Jacob Culkov كان كان تاجر فراء روسيًا هاجر إلى بريطانيا وأصبح موزعاً / مورّداً للمتاجر الكبرى. بعد الدراسة في كلية كليفتون  في بريستول، حصل على مكان في جامعة اكسفورد لدراسة اللغة الإنجليزية تم تسريح جوف في عام 1946. 

## الحياة الشخصية والتكريم
يقال إن جوف قد اكتسب واستمتع بسمعة طيبة باعتباره شخص مدهش. توفي شريكه، روبيو، الذي انتقل إلى لندن عام 1970 ، وتوفي في عام 2014.
تم تعيين جوف ضابطًا  بامر من الإمبراطورية البريطانية (OBE) في عام 1977 وتم ترقيته إلى رتبة قائد  بأمر من الإمبراطورية البريطانية (CBE) في عام 2005 ، وفي عام 2003 ، منحته جامعة أكسفورد للكتب درجة الدكتوراه الفخرية.